# Taenaris artemis
Taenaris artemis är en fjärilsart som beskrevs av Snellen van Vollenhoven 1860. Taenaris artemis ingår i släktet Taenaris och familjen praktfjärilar. Inga underarter finns listade i Catalogue of Life.